# 馬應祥
馬應祥（1458年—1526年），字公顺，號敧湖山人，陝西西安前衛軍籍，山東高苑縣（今高青縣）人，明朝政治人物。

## 生平
陝西鄉試第二名舉人（亞元）。弘治九年（1496年），登丙辰科三甲第一百零二名進士。户部观政，其年秋赍犒金甘肃，弘治十年授河内县知县，十二年夏因母喪丁忧去职。服除，十四年冬起补歙县知县，十七年冬任满，赴京谒选，正德元年（1506年）春授吏部稽勲司主事，二年调文选司，四年升稽勲司署员外郎，冬十月出为湖广按察司督学佥事，六年正月考察，次月调任河南。至河南数日，复以继母王氏之丧归。八年丧毕，九年正月復除河南佥事，整饬陈睢兵备，十年九月改任抚民管屯，父喪丁忧。十四年起补山西屯田佥事，十五年夏任满西归，十六年正月升山西副使，嘉靖元年（1522年）累疏乞休归。归家五年而卒，年六十九岁。

## 家族
曾祖馬道原；祖父馬昇；父馬倫，母王氏。